# 道元 (小惑星)
道元（どうげん、11064 Dogen）は、小惑星帯に位置する、比較的離心率の大きな小惑星。鹿児島県鹿児島市のアマチュア天文家、向井優が北海道の武石正憲との共同観測により発見した。
鎌倉時代の僧で曹洞宗の開祖、道元から命名された。